# 韋茅斯和波特蘭島國家帆船學院

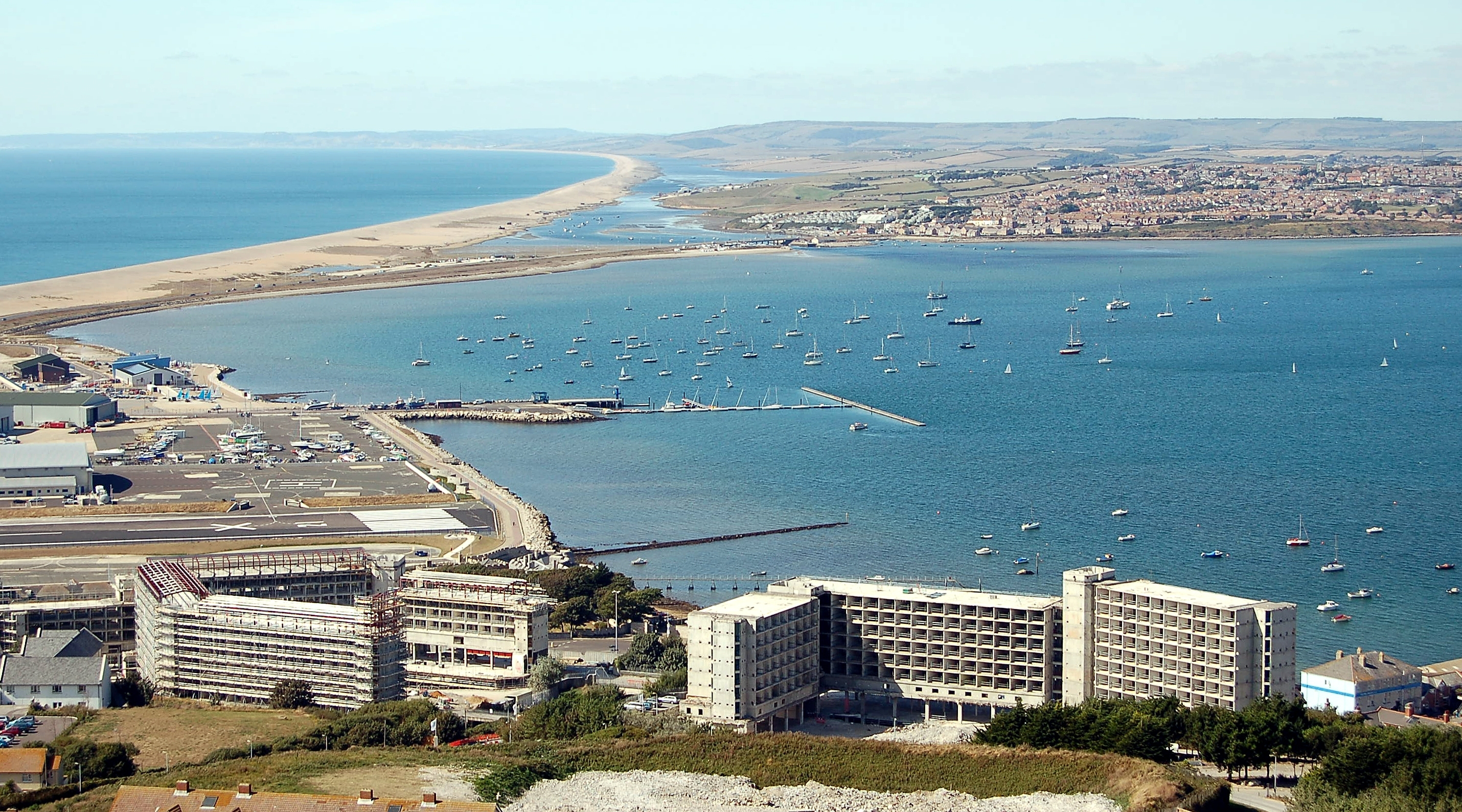
俯瞰波特蘭港全景，學院位於左側。

韋茅斯和波特蘭島國家帆船學院（英語：Weymouth and Portland National Sailing Academy）是多塞特郡波特蘭島的一處帆船運動場地。學院大樓位於島上最北端的魚鷹碼頭（Osprey Quay），並主要使用毗鄰學院的波特蘭港及韋茅斯灣作為帆船場地。自2000年開幕至今，學院已舉辦多場國內外的帆船賽事，並在2005年獲選為2012年夏季奧林匹克運動會及2012年夏季殘疾人奧林匹克運動會的帆船比賽場地。